# أوتوكار كيرنشتوك
أوتوكار كيرنشتوك Ottokar Kernstock (ولد في 25 يوليو 1848 في ماربورغ على نهر الدراو في أونترشتايرمارك – ومات في 5 نوفمبر 1928 في قصر فيستنبورج في شتايرمارك) اسمه الأصلي أوتو كيرنشتوك – هو شاعر نمساوي كما كان قسيسا وقائد جوقة ينتمي للطائفة الأوغسطينية.
بدأ كيرنشتوك ينشر أعمالا قصصية وتاريخية منذ عام 1875. كما نشر قصائده في مجلة «أوراق طائرة» Fliegende Blätter التي تصدر في ميونخ. وبعد أن عين قسيسا في فيستنبورج في عام 1889 بدأ في كتابة الشعر على النمط السائد في فترة نهاية العصر الرومانتيكي، وغالبا ما كانت تلك القصائد ذات مضامين مصطبغة بالنبرة القومية الألمانية.
وحقق شهرة واسعة في عام 1901 بعدما نشر ديوانه الشعري بعنوان Aus dem Zwingergärtlein ، وفي تلك المجموعة نجد الحس الديني كما في قصيدة «صليبان» Zwei Kreuze.
أما أبرز أعماله فهو اعتماد قصيدته «عليك البركة بلا نهاية» (بالألمانية: Sei gesegnet ohne Ende) في عام 1929 كنص للنشيد الوطني لجمهورية النمسا الاتحادية، وهو النشيد الذي استمر حتى عام 1938 حين ضم هتلر النمسا إلى الرايخ الثالث.
وكان في عام 1923 قد كتب قصيدة بعنوان «أنشودة الصليب المعقوف» Hakenkreuzlied ، واتهم بسببها بانتمائه وتحيزه إلى النازيين. لكنه دافع عن نفسه قائلا أنه لم يفعل إلا أن يصور في قصيدته الأهداف المثالية للإنسان في هذا العالم. وبعد ضم النمسا استخدم النازيون هذه القصيدة في الدعاية.
وبعد موته تم تسمية العديد من الشوارع والميادين في النمسا باسمه. لكن بعد انتهاء الحرب العالمية الثانية غطى النسيان على اسمه مرة أخرى. ونشأت اعتراضات على تسمية تلك الشوارع والميادين باسمه. فرفع اسمه عنها.
وكان كيرنشتوك قد حصل على الدكتوراه الفخرية من جامعة غراتس عام 1919.

## من أعماله
- فقد ووجد مرة أخرى 1894
- تحت ظلال الزيزفون 1905

## روابط خارجية
- أوتوكار كيرنشتوك على موقع ميوزك برينز (الإنجليزية)